# Jan Tschernoster
Jan Tschernoster, né le 31 août 1996 à Bergkamen, est un coureur cycliste allemand.

## Biographie
En 2014, pour sa seconde saison chez les juniors, Jan Tschernoster remporte une étape contre-la-montre et termine cinquième du Tour de Basse-Saxe juniors. Il se classe également deuxième des Trois Jours d'Axel, à 4 secondes seulement du vainqueur Peter Lenderink. En septembre, il est sélectionné pour disputer les championnats du monde, organisés à Ponferrada en Espagne. Toujours dans sa catégorie, il se classe onzième du contre-la-montre, à près de 2 minutes de son compatriote Lennard Kämna.
En 2015, il rejoint l'équipe continentale Rad-net Rose. En été, il devient le plus jeune cycliste à remporter le Tour de l'Oder, course par étapes historique du calendrier national allemand. Au mois d'octobre, il remporte le Rund um die Burg à Kempen, qui est l'une des dernières épreuves de la saison en Allemagne.
En 2016, lors des championnats nationaux, il se classe deuxième du contre-la-montre espoirs derrière Maximilian Schachmann, puis joue un rôle d'équipier lors de la course en ligne, pour son sprinteur et coéquipier Pascal Ackermann. Quelques jours plus tard, il remporte le classement général du Tour de l'Oder pour la seconde année consécutive. Durant ce même été, il est sacré champion d'Allemagne du contre-la-montre par équipes, avec plusieurs de ses coéquipiers de Rad-net Rose. Sous les couleurs de l'équipe d'Allemagne espoirs, il prend la cinquième place de la première étape du Tour de l'Avenir, et termine quatorzième du championnat d'Europe du contre-la-montre espoirs. À l'issue de cette saison, il est le vainqueur du Rad-Bundesliga (de), classement organisé par la Fédération allemande de cyclisme qui regroupe les résultats de plusieurs courses du calendrier national allemand. 
En raison de problèmes de santé, Jan Tschernoster annonce qu'il met un terme à sa saison 2017 dès le mois de juin. De retour à la compétition en 2018, il chute et se fracture le bassin lors du Grand Prix Priessnitz spa. Il met un terme à sa carrière à l'issue de la saison 2019.

## Palmarès sur route
- 2014
  - 2ea étape du Tour de Basse-Saxe juniors
  - 2e des Trois Jours d'Axel
- 2015
  - Classement général du Tour de l'Oder
- 2016
  -  Champion d'Allemagne du contre-la-montre par équipes
  - Classement général du Tour de l'Oder
  - 2e de l'Erzgebirgsrundfahrt
  - 2e du championnat d'Allemagne du contre-la-montre espoirs
- 2018
  - 2e de l'Erzgebirgsrundfahrt
  - 3e du Tour de Sebnitz